# Haplothrips graminis
Haplothrips graminis är en insektsart som beskrevs av Ian A. Hood 1912. Haplothrips graminis ingår i släktet Haplothrips och familjen rörtripsar. Inga underarter finns listade i Catalogue of Life.